# Institute of Science Tokyo
Institute of Science Tokyo (japanska: 東京科学大学?, Tōkyō Kagaku Daigaku; förkortat 科学大, Kagakudai; engelska även Science Tokyo) är ett tekniskt universitet i Tokyo i Japan. 
Det grundades officiellt den 1 oktober 2024, genom en sammanslagning av Tokyo Kogyo-universitetet (Tokyo Tech) och Tokyos universitet för medicin och tandvård (TMDU).

## Historia
Tokyo Kogyo-universitetet (Tokyo Tech) och Tokyos universitet för medicin och tandvård (TMDU) undertecknade ett avtal om att gå samman till ett universitet i oktober 2022. I november och december 2022 bad de två universiteten offentligt om namn för det nya universitetet på sina webbplatser.
Den 19 januari 2023 beslutades att det nya universitetet skulle använda namnet "Institute of Science Tokyo" (東京科学大学).

## Campus
Science Tokyo har sex campus i Stortokyo, tre från det tidigare Tokyo Tech (Ookayama, Suzukakedai och Tamachi) och tre från det tidigare TMDU (Yushima, Kounodai och Surugadai).

## Nobelpris
- Hideki Shirakawa, Nobelpriset i kemi år 2000
- Yoshinori Ohsumi, Nobelpriset i medicin år 2016